# 小泉梨菜
小泉 梨菜（こいずみ りな、1989年3月3日 - ）は、日本のAV女優。東京都出身。ディクレア所属。

## 略歴
2007年9月、マックス・エー専属でAVデビュー。
2008年10月、kawaii*よりセルデビュー。

## 人物
趣味・特技は、スポーツ鑑賞、水泳。

## 作品

### アダルトビデオ
2007年
- New Comer（9月14日、マックス・エー）
- MAX GIRLS 過激に可憐にヌレまくり!!（9月14日、マックス・エー）他出演:北原多香子、原更紗、灘坂舞、ほしのみゆ、長瀬茜、佐藤ローラ
- Schooldays （10月12日、マックス・エー）
- MAX GIRLS 大感謝祭（10月12日、マックス・エー）他出演:北原多香子、美上セリ、渚、橘くらら、長瀬茜、キヨミジュン、Rio
- Max Cafeへようこそ! （11月9日、マックス・エー）
- MAX GIRLS ecstasy （11月9日、マックス・エー）他出演:長瀬茜、北原多香子、吉崎直緒、キヨミジュン、原更紗、橋本美歩、Rio
- スポんchu （12月14日、マックス・エー）
- MAX GIRLS exciting （12月14日、マックス・エー）他出演:キヨミジュン、長瀬茜、橘くらら、Rio、吉崎直緒、北原多香子、鮎川なお、篠崎ミサ、有希ちな

2008年
- 妹の秘密（1月11日、マックス・エー）
- 淫口（2月22日、マックス・エー）
- 連続絶頂イカせFUCK（3月28日、マックス・エー）
- 監禁（4月11日、マックス・エー）
- お散歩（5月23日、マックス・エー）
- 制服狩り（6月27日、マックス・エー）
- 初セルkawaii*デビュ→奇跡の美顔りなっち（10月25日、kawaii*）
- kawaii*special ギザカワユス!（11月25日、kawaii*）共演:横山美雪
- LOVE♥ ドッピュン!!メガ顔射スペシャル!（12月25日、kawaii*）

2009年
- 学校コスプレ（2月13日、MOODYZ）
- 初ぶっかけ（4月13日、MOODYZ）
- 犯られまくる淫乱OL25人（9月25日、マックス・エー）他24名出演
- 軽音部!（10月9日 TMA）共演:愛璃みい、つぼみ 、さくら愛々
- GIRL’S HIGH 04 リナ（10月14日、グレイズ）
- Honey Pot 07 RINA（10月27日、リバイバル）
- キチクリンカン87（12月7日、アタッカーズ）
- コスプレイヤー:破（12月25日 TMA）共演:浅香ゆき、石原ここ、海馬ゆう、みづなれい、紗奈、水城奈緒

2010年
- ショートパンツ MANIAX（1月8日 TMA）共演:みづなれい、海馬ゆう、石原ここ、紗奈、水城奈緒、浅香ゆき
- 競泳水着 ローション 尻コキ（4月1日、Fetishist/妄想族）他出演:灘坂舞、花井メイサ、篠めぐみ、海馬ゆう、みづなれい、紗奈、あのあるる、水城奈緒、浅香ゆき